# Wolfgang Scheur
Wolfgang Scheur (15. dubna 1921, Bonn – 10. ledna 2007, Kassel) byl německý diplomat a bývalý kulturní referent na západoněmeckém velvyslanectví v Praze.

## Biografie
Narodil se v Bonnu do rodiny přistěhovalců z Völklingenu knihtiskaře Hugo Scheura. Pocházel z jedenácti dětí a ve věku 3 let mu zemřela matka. V roce 1937 vystudoval na evangelickém gymnáziu v Bad Godesbergu a po dvou prázdninových pobytech v severním Walesu se z něho stal protivník nacistické ideologie. Navázal kontakt se silnou odbojovou skupinou, která se zabývala plány atentátů a protože mu hrozilo zatčení, utekl jako politický uprchlík na podzim 1937 z Německa do Švýcarska. Zde měl povolení k pobytu na šest měsíců a následně s pomocí švýcarských policistů se dostal do Francie, když jeho žádost o vstupní vízum do Francie byla odmítnuta a poté získal povolení k šestitýdennímu pobytu. V polovině června se ale legálně vrátil zpátky do Švýcarska, kde navázal kontakty s německými emigranty a švýcarskými osobnostmi. Po překročení povolené doby pobytu odešel tajně do Německa. Zde přezkoumával lidi ve Vorarlbergu a Mnichově pro budoucí politickou činnost proti nacistickému režimu ale negativně. Když se tajně vrátil zpět do Švýcarska, byl kvůli ilegálnímu pobytu v zemi na tři týdny ve vězení v Curychu a pak byl definitivně vypovězen.
Následně byl 10. listopadu v doprovodu policisty transportován do Singenu v Německu. Po předání ale odjelí vlakem do Kostnice a odchází do ilegality ve vesnicích v okolí Bregenzu. O pár dnů později utekl do Slovinska, kde ho 15. listopadu přijala cizinecká policie v Lublani a náčelník mu vystavil provizorní dokument s fotografií a razítkem jako průkaz totožnosti na dva roky, protože jeho pas měl německý konzulát. V lednu 1939 se přesunul ze Slovinska do Splitu, kde se mu dostalo pomoci od československého honorárního konzula Velka Smolčiče, který měl českou manželku z Prahy. Po neúspěšném atentátu na Hitlera, žádal Berlín od Bělehradu vydání pěti německých a rakouských emigrantů, mezi nimiž byl i Wolfgang Scheur. Jugoslávie žádosti nevyhověla, ale tito emigranti byli odevzdáni k internaci policii ve Varaždinu. Jako nejmladší ze skupiny byl v květnu 1940 propuštěn a měl přikázaný pobyt v Sisaku a následně ve Splitu, kde mu znovu pomáhá honorární konzul. Kvůli zhoršujícím se podmínkám pro politické uprchlíky v Chorvatsku vydal se v červenci s přítelem na cestu směrem k řeckým hranicím. Cizinecká policie v Bělehradu ho v srpnu vyrozuměla, že v Jugoslávii nemůže zůstat, protože německé úřady žádají o jeho vydání. Srbské úřady ho ale kryly jako rumunského uprchlíka s židovským jménem. Britský konzul jemu a příteli vystavil náhradní doklad k cestě do Jeruzaléma a v září přijel do Britské Palestiny. Nacistické úřady zbavily Wolfganga Scheura 24. října německého občanství. Od roku 1940 do 1947 pobýval v zemích pod britskou správou, a to na mandátním palestinském území, v Egyptě, Keni a Ugandě.
Po skončení druhé světové války se Wolfgang Scheur a Richard Kappen v únoru 1947 obrátili na britského poslance Labour Party Michaela Foota, aby jim pomohl při repatriaci zpátky do Německa. Oba dostali v červenci povolení k návratu do Bonnu, který ležel v britské okupační zóně. Po příjezdu pracoval jako lektor v nakladatelství svého bratra Hanse v Bonnu. Když 23. května 1949 vstoupil v platnost základní zákon (ústava) Spolkové republiky Německo, automaticky nabyl zpět své německé občanství. Občasně pracoval u britské kontrolní komise v Bonnu v Bad Godesbergu. V roce 1951 vstoupil do služeb Spolkového úřadu pro tisk jako lektor politických periodik.
Od roku 1954 pracoval ve službách ministerstva zahraničních věcí v Bonnu, byl jmenován tiskovým referentem na velvyslanectví v Bělehradu a od roku 1957 pracoval v právním oddělení ministerstva a poté i v politickém a kulturním oddělení. Následující rok se stal tiskovým referentem na velvyslanectví v Káhiře a v roce 1967 v Haagu. Od roku 1962 byl konzulem pro práci s veřejností na generálním konzulátě v Montrealu. Následně se stal kulturní referentem, a to v roce 1976 na velvyslanectví v Ottawě a od roku 1981 v Praze. Jeho úkolem bylo udržovat kulturní styky mezi státy.
Na jaře 1983, kdy z velvyslanectví odešel Hartmut Wagner a jeho pomocník Joachim Dost, se o činnost zprostředkovatele komunikace a výměny zásilek mezi československým exilem a domácím disentem přihlásil Wolfgang Scheur. Šlo o šifrované dopisy, vzkazy, někdy statě, rukopisy na průklepových papírech, zakázané knihy a časopisy. Odcházející Joachim Dost ho seznámil s Jiřinou Šiklovou a vysvětlil mu základní principy této činnosti. Většinou to probíhalo v pasáži velké budovy s kancelářemi a byty v Revoluční ulici v Praze, kam oba dva přicházeli s taškami. Výtahem vyjeli do nejvyššího patra a než dojeli, musela být výměna listů a dopisů dokončena. Někdy se také z bezpečnostních důvodů setkávali na jiných místech. Co se týkalo větších zásilek z Německa, tak Vilém Prečan zajistil, že Scheur bude vyzvedávat zásilky v knihkupectví a ve Weidenu v Horním Falcku (kódové jméno Sv. Hubertus), což bylo blízko hranic a kam je Prečan posílal na Scheurovo jméno. Mnohokrát se také Prečan se Scheurem setkali v Německém Vohenstraußu, asi 20 km od československých hranic, kde si zásilky na bezpečném místě předali. Scheur tedy jezdil do německého příhraničí oficiálně za nákupy, ale ve skutečnosti vyzvedával zásilky. Byl pro tuto věc velice zapáleny, například pro balíky vymyslela a ušila paní Scheurová tašky s uchy, které byly v té době v Praze běžné. Tašky měly různobarevné pentle a podle toho se určilo, kdo měl zásilku dostat.
V roce 1986 odešel do důchodu a odstěhoval se z Prahy do Melsungenu. Roku 1995 mu propůjčil český prezident Václav Havel Řád T. G. Masaryka II. třídy.
Vracel se do Prahy i po skončení své úřední mise v dubnu 1986 jako turista na penzi, zprostředkoval, radil a pomáhal. Zemřel ráno 10. ledna 2007 v Kasselu. Urna s popelem byla uložena v rodinné hrobce v Bonnu v nejužším rodinném kruhu.